# 박기훈
박기훈(1980년 9월 17일 ~ )은 대한민국의 마술사이다.

## 경력
- 2010년 함께하는 사랑밭 홍보대사
- 최현우의 매직콘서트 무대감독

## 진행 프로그램
- 2006년 KBS1 가족오락관